# Rido Bayonne
Pour les articles homonymes, voir Bayonne (homonymie).
Rido Bayonne, né le 7 mars 1947 à Pointe-Noire (république du Congo) et mort le 17 novembre 2024 à Paris,,,, est un auteur, compositeur, chef d'orchestre, directeur musical, bassiste et musicien multi-instrumentiste.
Sa musique est  une synthèse entre la rumba congolaise, le makossa camerounais, la musique classique, le jazz et l’afro jazz funk.

## Biographie
Rido Dieudonné Bayonne nait dans les environs de Pointe-Noire, sur la côte atlantique en 1947.
À l'âge de 10 ans, il quitte ses parents pour Douala au Cameroun. Rido vit pendant huit ans dans une famille d’adoption et y rencontre les guitaristes congolais Tino Baroza et Albert Elénga alias N'dinga. Ce sont ses débuts dans les clubs de l’époque comme Le Castel et le Saint Hilaire.
À Brazzaville, alors âgé de 13 ans, sa formation est complétée par le percussionniste Saturnin Pandi et le saxophoniste Jean-Serge Essous au sein de la formation des Bantous de la capitale.
Rejoignant la France en 1970, il accompagne des artistes français et internationaux tels que Michel Polnareff, Maxime Leforestier, Graeme Allwright ou le bassiste Jaco Pastorius.
Conjointement avec Michel Perez, Gérard Maimone et Patrick Garel, Rido Bayonne crée le groupe Spheroe. Ils enregistrent les albums « Spheroe » et « Primadonna ». À la demande de Georges Lavaudant, ils composent et interprètent la musique de deux pièces de théâtre : Palazzo Mentale et Le Roi Lear.
En 1978, Rido Bayonne devient l'auteur, compositeur, chef d'orchestre, directeur musical et bassiste de l'harmoniciste américain Sugar Blue. Ils co-composent et enregistrent From Chicago to Paris et Rido côtoie des vedettes internationales comme James Brown, Dizzy Gillespie ou Jaco Pastorius. C'est également l'occasion d'une tournée en Europe et aux États- Unis.
En 1985, il crée son grand orchestre, révélant ses talents de compositeur, d'arrangeur, de directeur artistique et de musicien multi-instrumentiste.
En 2002, lors du festival Jazz à Ouagadougou, de jeunes musiciens lui font comprendre leur volonté d’apprendre. C'est ainsi que l’année suivante, il organise un atelier musical pendant une durée de six semaines avec dix-huit de ces musiciens prometteurs, créant ainsi le Jazz Orchestra du Burkina : le « JOB ».
En 2005, Rido Bayonne et son grand orchestre participent au Festival panafricain de musique (Fespam) à Brazzaville. L’année suivante voit la sortie du single « Hommage à la femme » , un hommage à toutes les femmes du monde en quatre chansons.
Ce retour dans son pays d'origine est également l'occasion pour Rido Bayonne d'animer un atelier de musique et de créer l’orchestre Kongo Groove System avec ses enfants du pays. En 2007, il assure l’ouverture et la clôture du Fespam avec cet orchestre.
Son album « À Cœurs et Âmes » avec cent-cinquante musiciens, des textes dans quatorze langues et une profusion de styles, nécessitera six ans, avant sa sortie en 2001,. Le résultat est un Hymne à la Vie et à l'Harmonie Universelle.
En 2009, il est membre du jury « Longs métrages » du 21ème Fespaco.
Rido Bayonne meurt le 17 novembre 2024, à l'âge de 77 ans. Il est ensuite inhumé le 22 novembre, en France.

## Discographie
- 1979 Rido and James, 45 Tours
- 1982 Eyano, 33 Tours (LP) - Paris Album - (CD, Album) - C.3353
- 1996 « Gueule de Black », produit par la Scène Nationale de Bayonne sous le label « Jazz aux Remparts » et distribué par Night & Day - JAR 64008
- 2001 À Cœurs Et Âmes  - Campanella - (CD, Album) - 5340056
- 2005 Douala Brazza[10]
- 2006 Hommage à la femme - (CD, Album)[11]
- 2019 Alliances - (CD, Album)

## Filmographie
- 1982 : Médecins de nuit de Gérard Clément, épisode : Le Groupe rock (série télévisée) - Épisode 1 - Rido Bayonne joue le rôle de Jean-Pierre, le bassiste au sein du groupe rock[12].
- 2007, Rido Bayonne, Born in Africa, film biographique du réalisateur Dom Pedro[13],[14]